# 2015년 대한민국의 주말 흥행 1위 영화 목록
다음은 2015년 대한민국에서 주말(금요일 ~ 일요일) 간 박스오피스 1위를 달성한 영화의 목록이다.
| #  | 날짜             | 영화                             | 수입 (단위: ₩) | 비고 |
| -- | ---------------- | -------------------------------- | -------------- | ---- |
| 1  | 2015년 1월 4일   | 《국제시장》                     | 13,322,609,565 |      |
| 2  | 2015년 1월 11일  | 《국제시장》                     | 9,141,771,400  |      |
| 3  | 2015년 1월 18일  | 《국제시장》                     | 6,458,236,269  |      |
| 4  | 2015년 1월 25일  | 《강남 1970》                    | 5,980,467,393  |      |
| 5  | 2015년 2월 1일   | 《빅 히어로》                    | 4,831,213,233  |      |
| 6  | 2015년 2월 8일   | 《쎄시봉》                       | 4,335,916,960  |      |
| 7  | 2015년 2월 15일  | 《조선명탐정: 사라진 놉의 딸》   | 5,849,237,949  |      |
| 8  | 2015년 2월 22일  | 《조선명탐정: 사라진 놉의 딸》   | 9,593,027,779  |      |
| 9  | 2015년 3월 1일   | 《킹스맨: 시크릿 에이전트》      | 5,077,485,504  |      |
| 10 | 2015년 3월 8일   | 《킹스맨: 시크릿 에이전트》      | 4,388,608,715  |      |
| 11 | 2015년 3월 15일  | 《살인의뢰》                     | 3,455,690,846  |      |
| 12 | 2015년 3월 22일  | 《위플레쉬》                     | 3,071,080,116  |      |
| 13 | 2015년 3월 29일  | 《스물》                         | 6,747,679,719  |      |
| 14 | 2015년 4월 5일   | 《분노의 질주: 더 세븐》         | 7,576,592,798  |      |
| 15 | 2015년 4월 12일  | 《분노의 질주: 더 세븐》         | 4,895,280,183  |      |
| 16 | 2015년 4월 19일  | 《분노의 질주: 더 세븐》         | 3,947,007,674  |      |
| 17 | 2015년 4월 26일  | 《어벤져스: 에이지 오브 울트론》 | 24,758,627,700 |      |
| 18 | 2015년 5월 3일   | 《어벤져스: 에이지 오브 울트론》 | 20,017,969,700 |      |
| 19 | 2015년 5월 10일  | 《어벤져스: 에이지 오브 울트론》 | 6,906,670,653  |      |
| 20 | 2015년 5월 17일  | 《악의 연대기》                  | 5,965,942,296  |      |
| 21 | 2015년 5월 24일  | 《매드 맥스: 분노의 도로》       | 6,026,317,809  |      |
| 22 | 2015년 5월 31일  | 《매드 맥스: 분노의 도로》       | 4,999,151,497  |      |
| 23 | 2015년 6월 7일   | 《샌 안드레아스》                | 6,373,341,269  |      |
| 24 | 2015년 6월 14일  | 《쥬라기 월드》                  | 13,627,060,583 |      |
| 25 | 2015년 6월 21일  | 《쥬라기 월드》                  | 9,514,677,093  |      |
| 26 | 2015년 6월 28일  | 《연평해전》                     | 8,764,727,659  |      |
| 27 | 2015년 7월 5일   | 《터미네이터 제니시스》          | 10,472,176,524 |      |
| 28 | 2015년 7월 12일  | 《연평해전》                     | 6,665,597,595  |      |
| 29 | 2015년 7월 19일  | 《인사이드 아웃》                | 7,544,624,755  |      |
| 30 | 2015년 7월 26일  | 《암살》                         | 19,692,317,186 |      |
| 31 | 2015년 8월 2일   | 《미션 임파서블: 로그네이션》    | 16,121,434,384 |      |
| 32 | 2015년 8월 9일   | 《베테랑》                       | 15,386,212,523 |      |
| 33 | 2015년 8월 16일  | 《베테랑》                       | 18,116,220,942 |      |
| 34 | 2015년 8월 23일  | 《베테랑》                       | 10,894,047,156 |      |
| 35 | 2015년 8월 30일  | 《베테랑》                       | 8,700,698,205  |      |
| 36 | 2015년 9월 6일   | 《앤트맨》                       | 9,672,947,700  |      |
| 37 | 2015년 9월 13일  | 《앤트맨》                       | 5,801,703,655  |      |
| 38 | 2015년 9월 20일  | 《사도》                         | 10,701,649,579 |      |
| 39 | 2015년 9월 27일  | 《사도》                         | 10,046,512,287 |      |
| 40 | 2015년 10월 4일  | 《인턴》                         | 4,404,471,295  |      |
| 41 | 2015년 10월 11일 | 《마션》                         | 12,692,385,061 |      |
| 42 | 2015년 10월 18일 | 《마션》                         | 6,926,362,134  |      |
| 43 | 2015년 10월 25일 | 《더 폰》                        | 4,895,509,375  |      |
| 44 | 2015년 11월 1일  | 《그놈이다》                     | 3,708,900,854  |      |
| 45 | 2015년 11월 8일  | 《검은 사제들》                  | 11,506,164,654 |      |
| 46 | 2015년 11월 15일 | 《검은 사제들》                  | 8,716,860,920  |      |
| 47 | 2015년 11월 22일 | 《내부자들》                     | 10,484,693,460 |      |
| 48 | 2015년 11월 29일 | 《내부자들》                     | 9,481,700,677  |      |
| 49 | 2015년 12월 6일  | 《내부자들》                     | 6,690,753,030  |      |
| 50 | 2015년 12월 13일 | 《내부자들》                     | 5,013,893,577  |      |
| 51 | 2015년 12월 20일 | 《히말라야》                     | 8,842,491,940  |      |
| 52 | 2015년 12월 27일 | 《히말라야》                     | 14,112,354,040 |      |
| 53 | 2016년 1월 3일   | 《히말라야》                     | 10,119,471,067 |      |

## 참고 자료
- KOFIC 영화진흥위원회 주간/주말 박스오피스 참고